# Mario von Galli
Mario von Galli, né le 20 octobre 1904 à Vienne et mort le 28 septembre 1987 à Zurich, est un prêtre jésuite autrichien, théologien, écrivain et conférencier. 

## Éléments biographiques
Il entre au noviciat jésuite en 1924. Ordonné prêtre en 1934, il exerce des activités pastorales à Stuttgart, puis est interdit de parole et expulsé de l'Allemagne nazie en 1935 pour diffamation des idées raciales d'Alfred Rosenberg. 
En 1936, il s'installe à Zurich, où il travaille pour l'Institut apologétique de Zurich, où il est rédacteur de la revue Orientierung. Il publie l'ouvrage Die Judenfrage (La question juive) dans lequel il adopte les idées théologiques antisémites de l'époque, tout en s'opposant à toute idée de persécution des Juifs. Ensuite il est rédacteur auprès de différents journaux en Allemagne puis en Suisse. De 1961 à 1965 il est correspondant au concile Vatican II. Il est conférencier dans le monde germanophone, contribuant ainsi à y faire adopter les idées du concile.